# واتوتینه
واتوتینه (به اوکراینی: Ватутіне) شهری در استان چرکاسی در کشور اوکراین است. جمعیت این شهر ۱۶,۰۹۶ نفر (۲۰۲۱ تخمینی) است.